# Bataille de Newry Road
Conflit nord-irlandais
La bataille de Newry Road est une fusillade opposant des hélicoptères britanniques et des camions armés de l'armée républicaine irlandaise provisoire (IRA), ayant eu lieu à l'est de Crossmaglen (en), dans le comté d'Armagh, le 23 septembre 1993. Elle commence lorsqu'une équipe motorisée de l'IRA de la South Armagh Brigade tente de tendre une embuscade à trois hélicoptères décollant de la base de l'armée britannique à Crossmaglen.

## Actions précédentes (1974–1991)
Selon les rapports de l'armée britannique, l'IRA a mené 23 attaques contre des hélicoptères dans le sud du comté d'Armagh pendant les Troubles. Jusqu'au début des années 1990, lorsque les Westland Lynx furent équipés de mitrailleuses lourdes, tous les hélicoptères britanniques d'Irlande du Nord volaient sans armes.
À la suite de deux attaques au fusil et au lance-roquettes en 1974 et 1976, l'équipement de la South Armagh Brigade en mitrailleuses M60 augmente sa puissance de feu. En février 1978, à la suite d'une fusillade entre des troupes britanniques et des membres de l'IRA, un hélicoptère Gazelle s'écrase lorsque son pilote tente d'éviter les tirs de mitrailleuses, tuant à bord un lieutenant-colonel des Royal Green Jackets. L'année suivante, un hélicoptère Scout est touché neuf fois en survolant Glassdrumman. Un Major des Grenadier Guards est blessé mais le pilote réussi à faire atterrir la machine en toute sécurité. Un hélicoptère Gazelle est endommagé en janvier 1980 et un autre en mai 1981, tous deux près du village de Cullaville (en). En 1983, un hélicoptère Westland Wessex de la RAF est touché neuf fois au-dessus de la montagne Croslieve, à l'ouest de Forkhill, par des balles tirées d'une mitrailleuse Browning .50, qui aurait été récupérée par l'IRA dans un avion allié qui s'est écrasé sur le Lough Neagh pendant la Seconde Guerre mondiale.
Les expéditions libanaises d'armes pour l'IRA au milieu des années 1980 comprennent 18 mitrailleuses DShK de 12,7 mm, qui améliorent encore les capacités antiaériennes de la brigade de South Armagh. Ces armes sont utilisées pour la première fois contre un hélicoptère de l'armée britannique en juin 1988 lorsqu'un Lynx de l'Army Air Corps est touché par 15 balles et abattu par une unité de l'IRA près de Cashel Lough Upper.
Un autre incident se produit le 20 février 1990, lorsqu'une équipe de l'IRA composée d'au moins 20 volontaires tente d'attaquer un hélicoptère à Newtownhamilton (en) mais leur plan est contrecarré lorsqu'une camionnette, une voiture et plusieurs hommes masqués tenant une mitrailleuse légère sont repérés par un Westland Wessex de la RAF en mission de reconnaissance. Après une poursuite au cours de laquelle plusieurs des véhicules et des volontaires de l'IRA réussissent à s'échapper, trois des hommes sont suivis jusqu'à Silverbridge (en), où trois soldats et deux gendarmes de la police royale de l'Ulster débarquent de l'hélicoptère. Les hommes sont arrêtés mais la patrouille est soudainement submergée par une foule de 40 habitants leur jetant des pierres qui libèrent de force les suspects. L'un des hommes arrêtés est Jim Martin qui avait récemment participé à un projet de contrebande de missiles antiaériens en provenance des États-Unis. Il était toujours en liberté et vivait dans la région au moment de la signature de l' Accord du Vendredi saint. Lors de recherches ultérieures dans la région, les forces de sécurité récupèrent deux fusils AK-47, un fusil Heckler & Koch et deux mitrailleuses légères. Les AK-47 avaient été utilisés lors du meurtre du surintendant principal Harry Breen et du surintendant Bob Buchanan lors de l'embuscade de Jonesborough de 1989 (en).
Le 13 février 1991, un hélicoptère Lynx est gravement endommagé et abattu près de Crossmaglen par une unité de l'IRA utilisant une mitrailleuse lourde et deux mitrailleuses GPMG. L'hélicoptère avait été touché par huit balles de DShK et deux balles de GPMG, et s'est finalement écrasé près de Silverbridge. L'équipage indemne est secouru par un deuxième Lynx.

## La bataille
Le 23 septembre 1993 vers 14 heures, des membres de la South Armagh Brigade de l'IRA déploient cinq camions armés autour de la caserne de Crossmaglen. Les cibles sont un hélicoptère Puma de la RAF transportant des troupes et son escorte de deux Lynx de l'armée britannique décollant de l'héliport de Crossmaglen. D'après l'auteur Toby Harnden, l'IRA utilise deux mitrailleuses lourdes DShK et trois mitrailleuses légères et ouvre le feu à proximité de l'église Saint-Patrick et du centre communautaire. La version de l'IRA affirme qu'ils tirent depuis une zone boisée et qu'un certain nombre de leurs armes se bloquent, ce qui diminue leur puissance de feu. Ils déclarent que les hélicoptères étaient en train d'atterrir lorsque les tirs ont commencé.
Le Puma est touché par une balle presque immédiatement et les deux hélicoptères d'escorte, Lynx 1 et Lynx 2, sont également ciblés depuis un autre poste de tir. Deux autres hélicoptères d'escorte, Lynx 5 et Lynx 7, viennent soutenir leurs collègues. Lynx 2 évite d'être touché en remontant vers le nord à basse altitude. L'IRA comprend que les hélicoptères s'éloignent du flot de balles dirigées contre eux et qu'ils sont rejoints par les deux autres hélicoptères. Deux des camions se dirigent alors vers l'est le long de Newry Road et une poursuite de 19km s'ensuit avec un féroce échange de coups de feu. L'un des hélicoptères est touché et contraint de se désengager, selon des sources républicaines. D'après Harnden, outre le Puma, l'un des Lynx est également endommagé dans l'action.
Les hélicoptères britanniques repèrent initialement deux camions et une voiture de soutien mais ils perdent la trace du plus petit véhicule, tandis qu'un des camions s'engagent dans la cour d'une ferme. Lynx 2 rejoint la bataille en engageant les camions qui battaient en retraite depuis le sud. L'hélicoptère tente à deux reprises de tirer sur le convoi mais la mitrailleuse se bloque la première fois et un autre Lynx traverse la ligne de tir pendant la seconde. L'IRA affirmera que les hélicoptères ont tiré «sans distinction» sur des biens et des voitures civils avec «des tirs de roquettes et de mitrailleuses». Le camion restant s'arrête dans la rue principale d'un village près de Crossmaglen et quelques hommes transfèrent des armes dans une camionnette. Lynx 1, qui était revenu à la base pour rassembler des troupes, débarque alors huit soldats devant la camionnette. Trois hommes masqués sortent du véhicule et se cachent dans un bungalow. Ils s'échappent ensuite dans une autre voiture tandis que les soldats ne peuvent pas intervenir parce qu'ils ne portent pas d'armes et que l'officier en charge de l'opération n'est pas sûr que les hommes sont les mêmes que ceux qui avaient conduit la camionnette. D'autres troupes débarquent près de la ferme où l'autre camion s'était caché et constatent que le véhicule et ses occupants ont disparu.
En tout, les hélicoptères britannique ont tiré 200 balles, tandis que le rapport de l'IRA estime le nombre de coups de feu échangés durant l'affrontement à plusieurs milliers. L'affrontement a duré entre 10 et 30 minutes et a été qualifié par l'armée britannique comme la fusillade la plus intense jamais vue dans la région de South Armagh. Les autorités récupèrent un DShK, deux mitrailleuses légères et un AK-47. Il n'y a eu aucun blessé d'un côté comme de l'autre et tous les volontaires de l'IRA ont réussi à s'enfuir.

## Conséquences
Selon l'auteur Nick Van Der Bijl, les Gardaí ont trouvé deux camions de l'IRA du côté sud de la frontière. L'année suivante, les 20 mars et 12 juillet 1994, l'IRA de South Armagh réussit à abattre un Lynx de l'armée britannique et un Puma de la RAF avec des mortiers artisanaux.
Après l'incident, l'armée britannique améliore la protection blindée de ses équipages d'hélicoptères en Irlande du Nord ainsi que le montage et l’observation des mitrailleuses. Il était prévu d'acheter un dirigeable Skyship 600 (en) pour servir de poste de commandement volant afin d'améliorer la coordination à partir d'une hauteur sûre. Quelques jours après la fusillade, des hélicoptères Sea King de la Royal Navy sont déployés à l'ouest du pays pour libérer les hélicoptères de l'Army Air Corps et de la RAF afin de renforcer les efforts à South Armagh. Le 26 avril 1994, le sergent d'état-major Shaun Wyatt, commandant du Lynx 2, reçoit la Distinguished Flying Cross (DFC) pour ses actes au cours de la bataille. Cette médaille est vendue à la maison de vente aux enchères Bosleys pour plus de 100 000 £ en juin 2011.

## Sources
- Ashcroft, Michael (2012). Heroes of the Skies . Hachette UK. (ISBN 0755363914)
- Harnden, Toby (2000). Bandit Country: The IRA & South Armagh, Coronet books. (ISBN 0-340-71737-8)
- Van Der Bijl, Nick (2009). Bannière d'opération: l'armée britannique en Irlande du Nord 1969 à 2007. Stylo et épée militaire. (ISBN 1-84415-956-6)